# عامل تباين صوتي
عامل التباين الصوتي هو رقم يستخدم لوصف العلاقة بين الكثافات وسرعات الصوت (أو الكثافة والانضغاطية) لوسطين. غالبًا ما يستخدم في سياق تقنيات التصوير بالموجات الطبية الحيوية فوق الصوتية باستخدام عوامل تباين صوتي و أيضا في مجال التلاعب بالموجات فوق الصوتية للجزيئات (أكوستوفوريسيس) الأصغر بكثير من الطول الموجي باستخدام موجات فوق صوتية مستقرة. في السياق الأخير، فإن عامل التباين الصوتي هو الرقم الذي يحدد بحسب إشارته ما إذا كان نوع معين من الجزيئات في وسط معين سينجذب إلى عقدة أو بطن موجة الضغط.

## مثال - جزيء في وسط

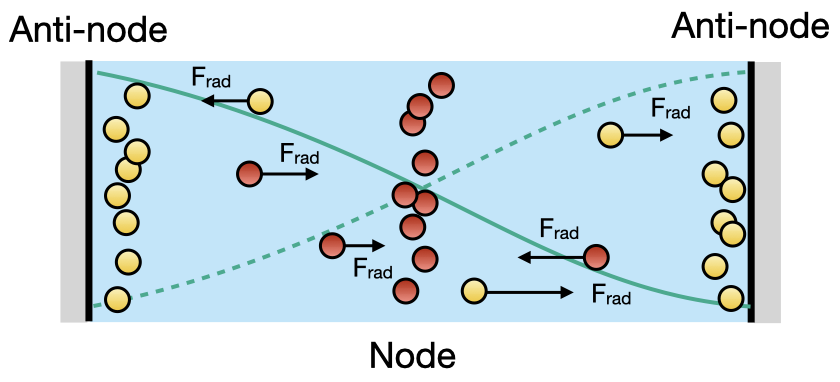
توضح الصورة المقطع العرضي لقناة مستقيمة ذات جدران صلبة (رمادية) مملوءة بالماء (زرقاء) مع رنين ضغط نصف الموجة فوق الصوتي أحادي البعد (منحنى أخضر). F_{rad هو قوة الإشعاع المؤثرة على جزيء معلق صغير. يتم نقل الجزيئات ذات عامل تباين إيجابي (أحمر) في الماء إلى عقد الضغط ، بينما يتم نقل الجزيئات ذات عامل التباين السلبي (الأصفر) في الماء إلى بطن موجة الضغط.}

في حقل الموجة المستقرة فوق الصوتية، يتحرك جسيم كروي صغير({\displaystyle a\ll \lambda }، حيث {\displaystyle a} هو نصف قطر الجزيء و {\displaystyle \lambda } هو طول الموجة) معلق في سائل غير لزج تحت تأثير قوة الإشعاع الصوتي. يخضع اتجاه حركته للخصائص الفيزيائية للجسيم والوسط المحيط، يتم التعبير عنه بصيغة عامل تباين صوتي {\displaystyle \phi }.
يمكن التعبير عن عامل التباين الصوتي {\displaystyle \phi } باستخدام انضغاطية الوسط والجزيء{\displaystyle \beta _{m}} و {\displaystyle \beta _{p}} وكثافة الوسط والجزيء {\displaystyle \rho _{m}} و {\displaystyle \rho _{p}} كالتالي:
{\displaystyle \phi ={\frac {5\rho _{p}-2\rho _{m}}{2\rho _{p}+\rho _{m}}}-{\frac {\beta _{p}}{\beta _{m}}}}
في حال كانت قيمة {\displaystyle \phi } موحبة، ستنجذب الجزيئات إلى عقدة الضغط.
في حال كانت قيمة {\displaystyle \phi } سالبة، ستنجذب الجزيئات إلى بطن موجة الضغط.